# William Ratcliff (Film)
William Ratcliff ist ein auf dem gleichnamigen Gedicht (1821) von Heinrich Heine basierender österreichischer Stummfilm aus dem Jahre 1922 von Heinz Hanus mit Oskar Beregi in der Titelrolle.

## Handlung
Schottland, zu Beginn des 19. Jahrhunderts. Graf Douglas und seine Verlobte Maria, die Tochter des schottischen Lords MacGregor, wollen heiraten. Daheim angekommen, berichtet er, wie er unterwegs von Straßenräubern überfallen wurde und nur mit Müh und Not sein Leben retten konnte. Maria sinkt entsetzt zusammen, sie ahnt die Hintergründe. MacGregor klärt Douglas auf und erzählt von dem rachelüstigen Finsterling William Ratcliff, der jeden zu töten beabsichtigt, der „seine“ Maria heiraten wolle. Er hege Besitzansprüche, auch wenn Maria Ratcliff schon seit langem abgewiesen habe. Einige Bewerber um Marias Gunst seien von ihm bereits umgebracht worden. Nun fordert Ratcliff auch Graf Douglas heraus. Es kommt zum Duell, bei dem Douglas obsiegt, dieser aber Ratcliff das Leben schenken will. Die Katastrophe ist aber unabwendbar, als der verwundete Ratcliff bei Maria erscheint und diese ultimativ auffordert, mit ihm fortzugehen.

## Produktionsnotizen
William Ratcliff entstand aus Anlass des 100. Jahrestags des Heine-Gedichtes und wurde am 10. April 1922 in Wiens Eos-Lichtspielen aufgeführt. Die deutsche Premiere fiel vermutlich in den September desselben Jahres. Der Fünfakter besaß eine Länge von etwa 1820 Meter.
Hans Berger entwarf die Filmbauten, Karl Alexander Wilke die historischen Kostüme.

## Kritiken
Das Neue Wiener Tagblatt schrieb: „Wir können ruhig behaupten, daß dieses Werk ein Meisterstück der österreichischen Filmindustrie darstellt und sich würdig den deutschen Meisterleistungen auf dem Gebiete des Kostümfilms anreiht. (…) Und wie es der Regisseur Heinz Hanus verstand, Bild und Vorgang, Rahmen und Geschehnis in Einklang zu bringen, Gebärde und Mienenspiel zur Umgebung harmonisch abzustimmen, ist mustergültig und gemahnt an ähnliche Zauberwirkungen Max Reinhardts auf dem Theater.“. 
In der Filmwelt ist zu lesen: “Jede einzelne Szene verrät die kundige Hand des Regisseurs. (…) Die Aufmachung ist stilecht und gediegen. Wunderschöne Außenmotive schmücken das Ganze. Nur eines ist mir unerklärlich geblieben, warum die Szenen am Rabenstein gestellt sind und nicht auch im Freien aufgenommen wurden.”
Im Pester Lloyd heißt es: „… und wir müssen freudigst feststellen, daß Beregi noch immer der alte, gottbegnadete Künstler ist, der ewig junge Troubadour“. Hier habe er „reichliche Gelegenheit, die verschwenderischen Farben seiner klassischen Kunst leuchten zu lassen“.